# Віялохвістка буроголова
Віялохвістка буроголова (Rhipidura diluta) — вид горобцеподібних птахів родини віялохвісткових (Rhipiduridae).

## Поширення
Ендемік Індонезії. Поширений на островах Сумбава, Флорес та Солор. Його природні місця проживання — субтропічні або тропічні вологі низинні ліси та субтропічні або тропічні вологі гірські ліси.

## Підвиди
- Rhipidura diluta diluta Wallace 1864 ;
- Rhipidura diluta sumbawensis Buttikofer 1892.